# Sten Eriksson
Sten Eriksson, född 1922 i Skåne, var en svensk målare och grafiker.
Eriksson studerade vid Konstfackskolan och Lena Börjesons skulpturskola i Stockholm. Han har givit ut konstportföljer i samarbete med Konstfrämjandet där han skildrar befolkningens strävsamma liv i Nordafrika och Spanien. 